# کونفرسوس

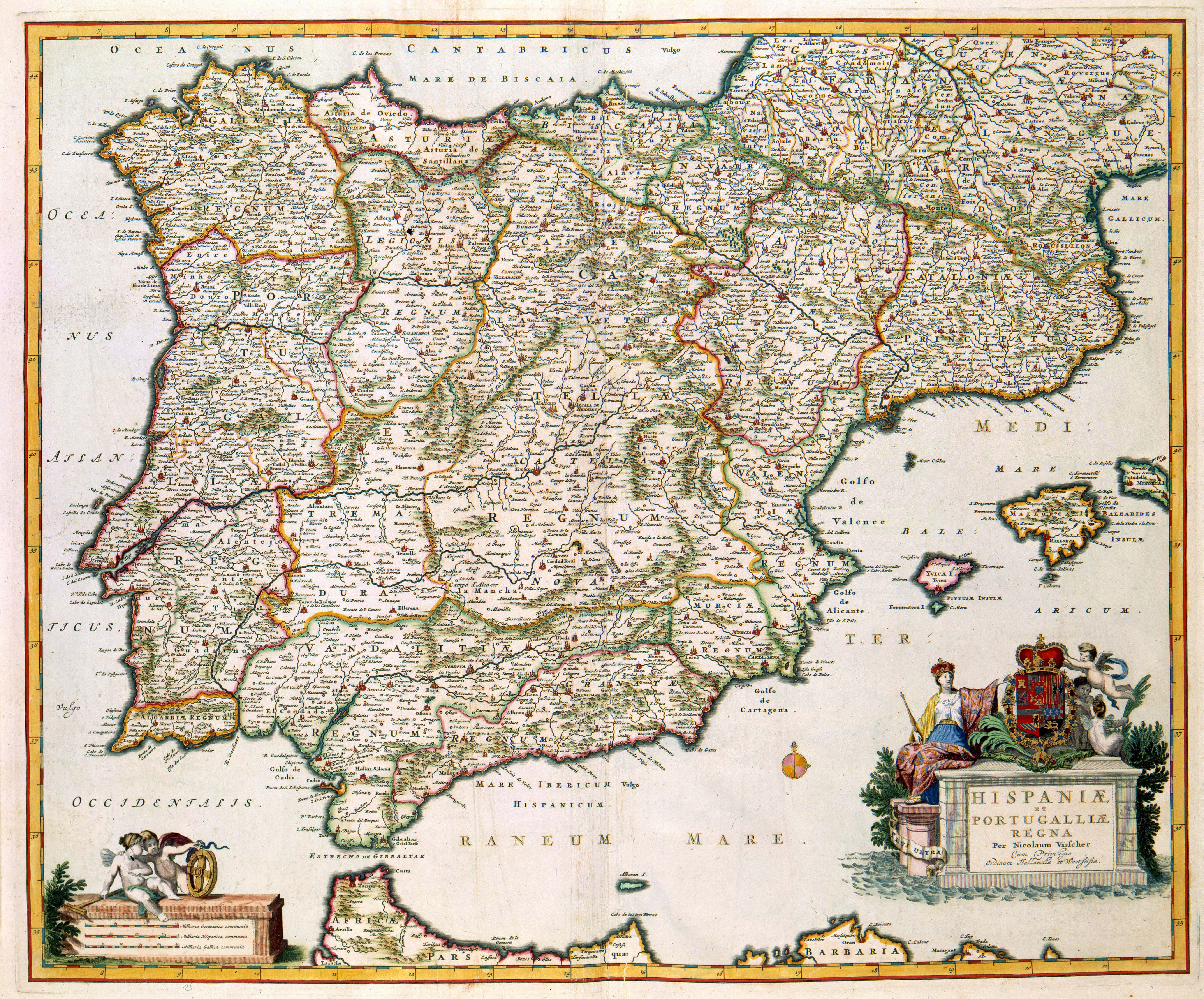
این نقشه اسپانیا و پرتغال توسط Nicolaes Visscher II (۱۶۴۹-۱۷۰۲) منتشر شده است. این اولین شماره نقشه نبود. در سال ۱۶۳۱ این نقشه برای اولین بار توسط Willem Jansz Blaeu (۱۵۷۱-۱۶۳۸) تحت عنوان: Regnorum Hispaniae چاپ شد زیرا اسپانیا و پرتغال تا سال ۱۶۴۰ یک پادشاهی را تشکیل می‌دادند. پس از پایان یافتن این عنوان باید با وضعیت سیاسی جدید تطبیق داده می‌شد.

کونفرسوس (انگلیسی: Converso) یهودیانی بودند که خود یا یکی از فرزندانشان به ویژه در قرون ۱۴ و ۱۵ در اسپانیا یا پرتغال به کلیسای کاتولیک گرویده بودند.